# Arena Box-Promotion
Arena Box-Promotion ist ein in Hamburg ansässiger Boxstall.

## Geschichte
Im Jahr 2006 gründete der in Deutschland lebende Türke Ahmet Öner mit Arena Box-Promotion den dritten Hamburger Boxstall nach Universum Box-Promotion und Spotlight Boxing. Er hatte zu Beginn vor allem türkische Boxer wie Sinan Şamil Sam, Selçuk Aydin, Mittelgewichtler Mahir Oral und Weltergewicht Alpaslan Agüzüm unter Vertrag. Dann verpflichtete er aber gleich mehrere Stars wie Ex-Weltmeister Juan Carlos Gómez, den zweifachen Amateurweltmeisterschafts-Dritten Steffen Kretschmann, den deutschen Amateurmeister im Superschwergewicht, Konstantin Airich, Herbie Hide sowie Halbweltergewichtler Sergei Sorokin. Nach längeren Unstimmigkeiten mit seinem Promoter Sauerland wechselte auch Markus Beyer Ende 2007 zu Arena Box-Promotion und unterschrieb einen Vertrag über vier Kämpfe für den Hamburger Boxstall.
Zu Beginn des Jahres 2007 gelang es Arena Box-Promotion, drei geflohene kubanischen Olympiasieger, Odlanier Solís, Yuriorkis Gamboa und Yan Barthelemí, für drei Jahre unter Vertrag zu nehmen. Der Versuch, zwei weitere kubanische Amateurstars, Guillermo Rigondeaux und Erislandi Lara, zu verpflichten, scheiterte im Juli 2007, da die beiden Kubaner nach ihrer Flucht in Brasilien ohne gültige Visa von der brasilianischen Bundespolizei aufgegriffen worden waren und auf massiven Druck der kubanischen Regierung nach Kuba zurückkehren mussten. Dort wurden sie mit einem Berufsverbot belegt. Lara gelang es im Juni 2008, sich mit einem zweiten Fluchtversuch erfolgreich aus Kuba abzusetzen.
Arena veranstaltete seine Kampfabende zunächst unter Lizenz des Bund Deutscher Berufsboxer (BDB). Nach mehreren Vorfällen und Eklats unter Beteiligung Öners verließ Ahmet Öner den Verband und kam somit einem Lizenzentzug zuvor. So hatte Öner auf einer Veranstaltung im spanischen Barakaldo in den Kampf zwischen Danny Williams und Konstantin Airich eingegriffen, indem er während der sechsten Runde an den Tisch des Zeitnehmers ging, den Gong betätigte und somit die Runde um mehr als eine Minute verkürzte, sowie in der siebten Runde selbst das Kampfende durch den Wurf des Handtuchs verursachte. Bei einer Veranstaltung im hessischen Hattersheim im Juni 2008 hatte Öner neben verbalen Entgleisungen auch Unparteiische tätlich angegriffen, um einem seiner Boxer zu einem Sieg zu verhelfen. Auch bei dem EM-Kampf von Paolo Vidoz gegen Arena-Boxer Sinan Şamil Sam am 4. Juli 2008 in Ankara versuchte er wiederholt das Kampfgericht zu beeinflussen. Der BDB forderte daraufhin Öner zu einer Stellungnahme zu diesen Vorfällen auf, woraufhin dieser aus dem Verband austrat und seine Veranstaltungen unter lettischer Lizenz durchführte.